# کی‌اس‌ام شو
کی‌اس‌ام شو (انگلیسی: The KSM Show) یک برنامه تفریحی هفتگی در غنا به میزبانی کواکو سینتیم میسا است.